# District de Lalaua
Le district de Lalaua est une subdivision administrative de la province de Nampula au nord du Mozambique. En 2007, sa population est de 73 536 habitants.

## Source de la traduction
- (pt) Cet article est partiellement ou en totalité issu de l’article de Wikipédia en portugais intitulé « Lalaua (distrito) » (voir la liste des auteurs).